# Leaving Eden
Leaving Eden — четвертий студійний альбом англійської групи Antimatter, який був випущений 13 квітня 2007 року.

## Композиції
1. Redemption - 6:07
2. Another Face in a Window - 7:00
3. Ghosts - 4:36
4. The Freak Show - 5:10
5. Landlocked - 4:00
6. Conspire - 4:12
7. Leaving Eden - 5:50
8. The Immaculate Misconception - 5:11
9. Fighting for a Lost Cause - 5:35